# James R. Arnold
James Richard Arnold (5 de maig de 1923 – 6 de gener de 2012) va ser professor de química (emèrit) del Harold C. Urey, i un notable pioner en el camp de la química planetària i espacial a la Universitat de Califòrnia a San Diego (UCSD), on s'ha establert una càtedra en el seu nom.
Arnold va rebre la seva educació a la Universitat de Princeton, on va ingressar com a estudiant a l'edat de 16 anys. Es va doctorar allí el 1946 als 23 anys, per treballar en el Projecte Manhattan (la seva tesi encara està classificada). Les preocupacions sobre les conseqüències nuclears i la guerra el van portar a ser un dels primers membres de la Union of Concerned Scientists i un federalita mundial, a través del qual va conèixer a la seva dona Louise el 1950.
Com a investigador postdoctoral amb Willard Libby a la Universitat de Chicago, Arnold va ajudar a desenvolupar les tècniques per a la datació amb carboni 14
Després del seu postdoctorat, Arnold va retornar a Princeton com a membre de facultat, on va treballar sobre l'ús dels raigs còsmics per mesurar l'edat de les roques, i on va començar el seu treball sobre material extraterrestre, inclosos els raigs còsmics. Va ser a Princeton que Masatake (Masa) Honda i Devendra Lal es van unir primer a la seva obra, una associació entre ells que duraria la resta de les seves vides.
El 1957, Roger Revelle estava treballant per iniciar la UCSD a prop del campus del Scripps Institution of Oceanography. Va reclutar a Arnold i alguns altres per ser la facultat fundadora. El reclutament de Harold C. Urey va convèncer a Arnold d'acceptar i mudar-se a l'oest el 1958, deixant que Princeton es convertís en el president fundador del Departament de Química de UCSD i ajudés a fundar el campus i reclutar professors. Va ser consultor de la NASA durant molts anys, ajudant a establir prioritats de recerca científica, començant només tres mesos després de la fundació de la NASA. Va exercir un paper important en l'establiment i la reforma del [[Lunar Receiving Laboratory]] per a la manipulació de mostres lunars retornades durant el [[programa Apollo]],[7][8] inclòs en ser un dels "Quatre Cavallers", juntament amb Bob Walker, Paul Werner Gast i Gerry Wasserburg.
Arnold va realitzar la seva pròpia investigació sobre roques lunars i raigs còsmics. Sota el nom SHRELLDALFF (de les inicials dels seus membres), el seu equip va produir importants treballs primerencs, i va continuar molt de temps després amb estudis lunars, incloses mesures del bombardeig de la superfície lunar pels raigs còsmics, el que ajuda a traçar la producció d'energia del Sol durant milions d'anys. Pel seu treball, va ser guardonat amb la Medalla d'assoliment científic excepcional de la NASA el 1970.
A petició del llavors governador Jerry Brown, va fundar l'Institut Espacial de Califòrnia (CalSpace) de la Universitat de Califòrnia el 1979, i va ser el seu primer director durant deu anys.
L'asteroide 2143, "Jimarnold", va ser anomenat per Arnold pels seus descobridors, E. F. Helin I Gen Shoemaker, el 1980 pel seu treball sobre models informàtics de viatge per meteorits.
Arnold era membre de l'Acadèmia Nacional de Ciències, l'Acadèmia Americana de les Arts i les Ciències, i membre estranger de l'Acadèmia Nacional de Ciències de l'Índia.
Arnold també era conegut per les camises salvatges, un alleujament de la vestimenta formal requerida a Princeton. Estava casat amb Louise Arnold durant 60 anys, i van tenir tres fills, Bob, Ted i Ken.